# Cochinoca (departament)
Departament Cochinoca (hiszp. Departamento de Cochinoca) – departament położony jest w południowej części prowincji Jujuy. Jego powierzchnia wynosi 7837 km². Stolicą departamentu jest Abra Pampa. Departament został utworzony w 1899 roku. W 2010 roku populacja departamentu wynosiła 12656. Część departamentu położona jest w  dolinie Quebrada de Humahuaca wpisanej na listę światowego dziedzictwa UNESCO pod numerem 1116. Na terenie departamentu znajduje się solnisko Laguna de Guayatayoc, które sąsiaduje z Salinas Grandes.
Departament Cochinoca graniczy z pięcioma innymi departamentami prowincji: Susques, Rinconada, Yavi, Humahuaca i Tumbaya. Od południa graniczy z prowincją Salta.
Przez departament przebiegają trzy główne drogi, same w sobie będące dużymi atrakcjami turystycznymi: Droga krajowa 9, Droga krajowa 52 (której część zwana jest Cuesta de Lipán) oraz Droga krajowa 40 (ruta nacional n.º 40 «Libertador General Don José de San Martín»). 
Departament składa się z trzech gmin (municipios): Abdon Castro Tolay (1338 mieszkańców), Abra  Pampa (10180), Puesto del Marquez (709) i Abralaite (429).
W skład departamentu wchodzą m.in. miejscowości: Abra Pampa, Puesto del Marqués, Abdón Castro Tolay, Rinconadillas, Santuario de Tres Pozos, Casabindo, Tusaquillas, Cochinoca, San Francisco de Alfarcito, Abralaite, Tabladitas.